# Amphisbaena anomala
Espèce
Synonymes
- Aulura anomala Barbour, 1914

Amphisbaena anomala est une espèce d'amphisbènes de la famille des Amphisbaenidae.

## Répartition
Cette espèce est endémique du Brésil. Elle se rencontre au Maranhão et au Pará.

## Publication originale
- Barbour, 1914 : Some new reptiles. Proceedings of the New England Zoological Club, vol. 4, p. 95-98 (texte intégral).